# Большое Банниково
Большое Банниково — село в Каргапольском районе Курганской области. Административный центр Банниковского сельсовета.

## История
До 1917 года в составе Салтосарайской волости Курганского уезда Тобольской губернии. По данным на 1926 год состояло из 117 хозяйств. В административном отношении являлось центром Банниковского сельсовета Чашинского района Курганского округа Уральской области.

## Население
| 1989 | 2002 | 2010 |
| ---- | ---- | ---- |
| 246  | ↘212 | ↗238 |

По данным переписи 1926 года в деревне проживало 493 человека (244 мужчины и 249 женщин), из которых русские составляли 100 % населения.